# Saint-Léger-de-Fougeret
Saint-Léger-de-Fougeret ist eine französische Gemeinde mit 348 Einwohnern (Stand 1. Januar 2022) im Département Nièvre in der Region Bourgogne-Franche-Comté (vor 2016 Burgund). Sie gehört zum Arrondissement Château-Chinon (Ville) und zum Kanton Château-Chinon. Die Einwohner werden Léodégarois genannt.

## Geographie
Saint-Léger-de-Fougeret liegt etwa 50 Kilometer östlich von Nevers. Nachbargemeinden von Saint-Léger-de-Fougeret sind Saint-Hilaire-en-Morvan im Norden, Château-Chinon im Nordosten und Osten, Fâchin im Osten, Villapourçon im Südosten, Onlay im Süden, Moulins-Engilbert im Südwesten sowie Sermages im Westen.

## Bevölkerungsentwicklung
| Jahr                       | 1962 | 1968 | 1975 | 1982 | 1990 | 1999 | 2006 | 2013 | 2020 |
| Einwohner                  | 457  | 445  | 348  | 322  | 280  | 356  | 325  | 355  | 350  |
| Quellen: Cassini und INSEE |      |      |      |      |      |      |      |      |      |

## Sehenswürdigkeiten
- Kirche Saint-Léger aus dem 19. Jahrhundert
- Schloss Saint-Léger-de-Fougeret aus dem 16./17. Jahrhundert mit Park
- Schloss Bouteloin
- Schloss Clinzeau
- Mühle Les Michots

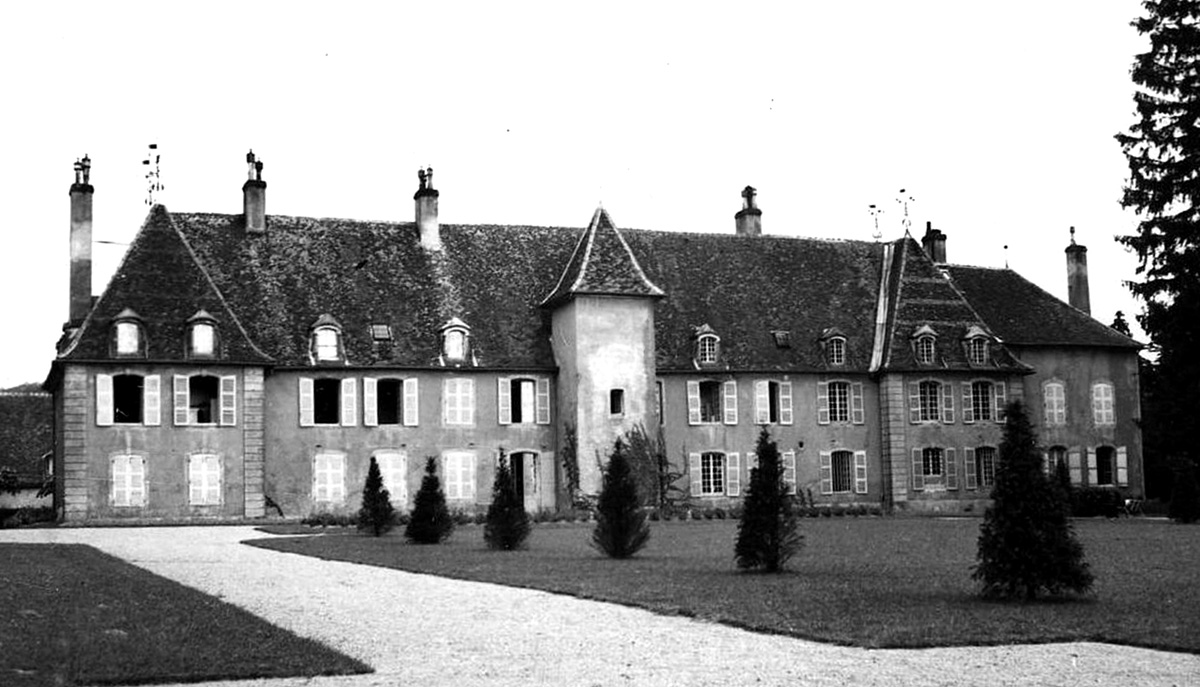
Schloss Saint-Léger-de-Fougeret
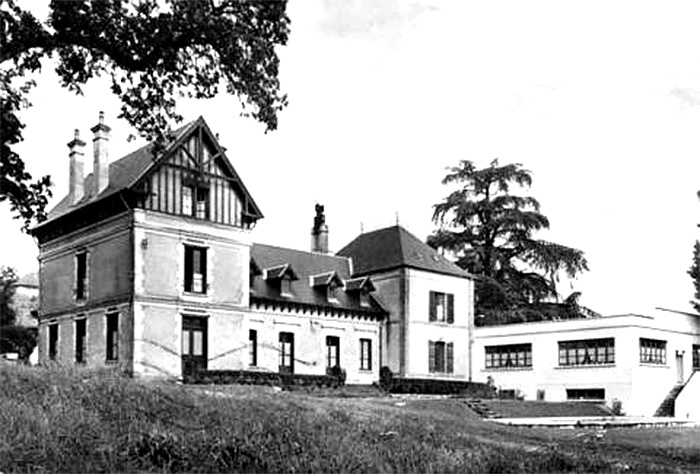
Schloss Bouteloin
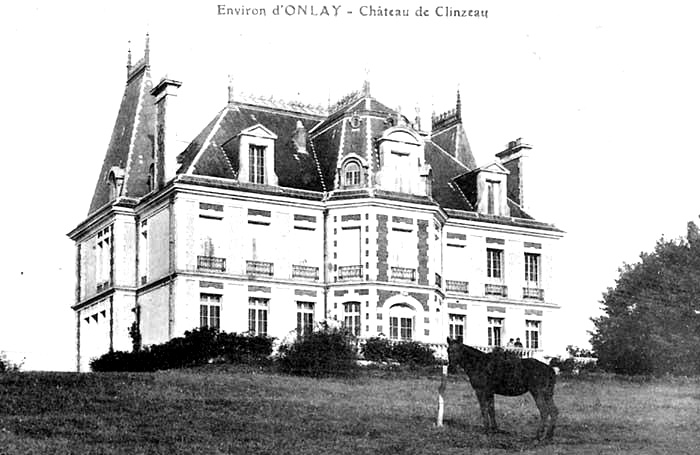
Schloss Clinzeau